# Cheiriphotis williamsoni
Cheiriphotis williamsoni is een vlokreeftensoort uit de familie van de Corophiidae. De wetenschappelijke naam van de soort is voor het eerst geldig gepubliceerd in 1990 door Salman & Jabbar.